# بيرسي كروسبي
بيرسي كروسبي (بالإنجليزية: Percy Crosby)‏ هو فنان قصص مصورة ورسام كارتون أمريكي، ولد في 8 ديسمبر 1891 في بروكلين في الولايات المتحدة، وتوفي في 8 ديسمبر 1964 في كينغز بارك في الولايات المتحدة.

## وصلات خارجية
- الموقع الرسمي
- بيرسي كروسبي على موقع أوليمبيديا (الإنجليزية)
- بيرسي كروسبي على موقع IMDb (الإنجليزية)
- بيرسي كروسبي على موقع قاعدة بيانات الفيلم (الإنجليزية)